# Norderneyer Seegatt

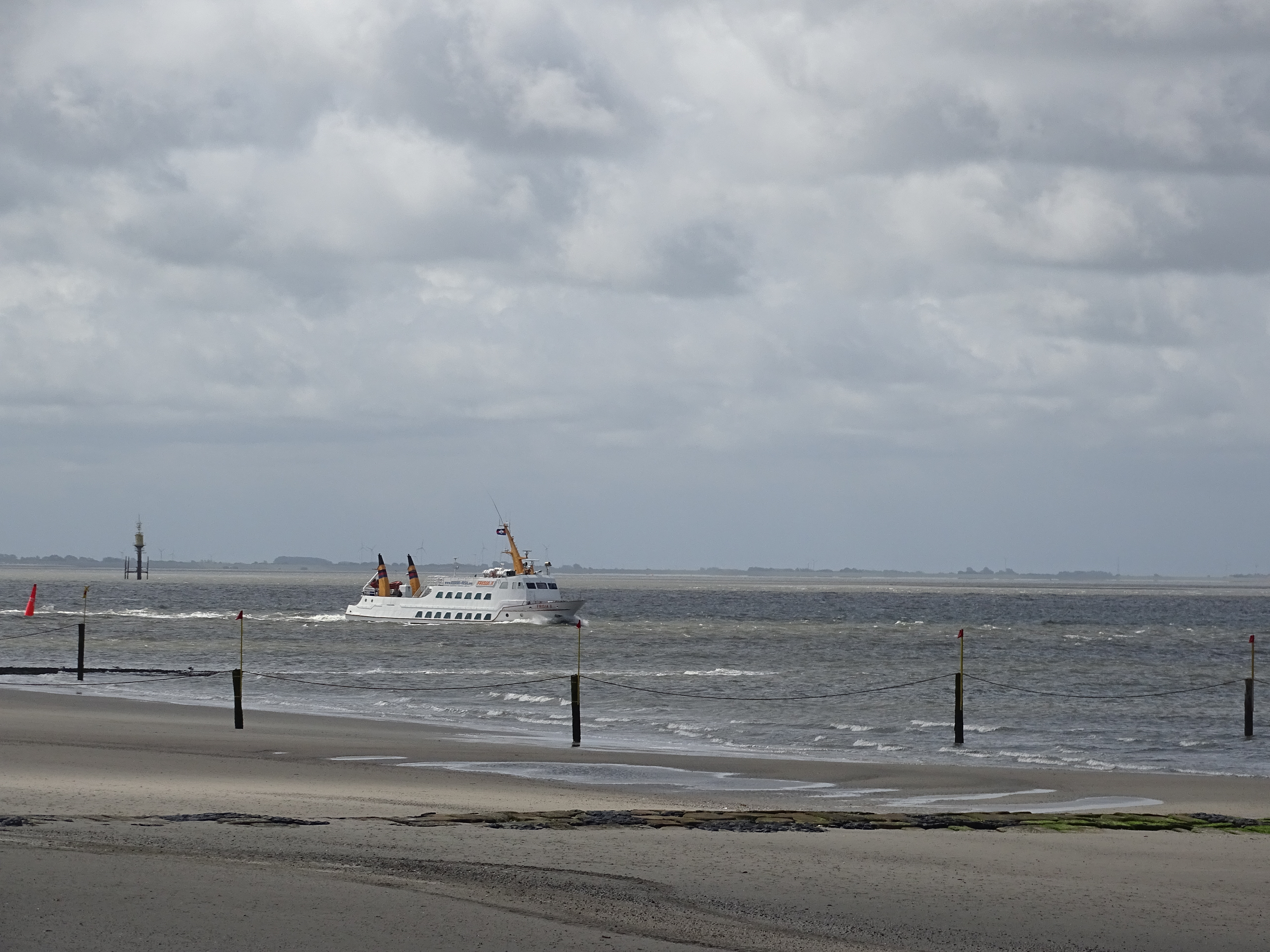
Die Frisia X im Norderneyer Seegatt

Das Norderneyer Seegatt oder (amtlich) Norderneyer Seegat ist ein Seegatt in der südlichen Nordsee.
Das Gatt verläuft in Nord-Süd-Richtung zwischen den Ostfriesischen Inseln Juist im Westen und Norderney im Osten. Die Ansteuerung von der Nordsee in das Norderneyer Seegatt erfolgt über zwei betonnte Fahrwasser. Von Westen erreicht man die Durchfahrt über die Schluchter und von Osten über das Dovetief. Das Norderneyer Seegatt unterliegt starken morphologischen Veränderungen durch die Auswirkungen der Gezeiten, so dass sich auch die Lage und Tiefe der Fahrwasser ständig ändert.